# Velika Sočanica
Velika Sočanica (cyr. Велика Сочаница) – wieś w Bośni i Hercegowinie, w Republice Serbskiej, w gminie Derventa. W 2013 roku liczyła 960 mieszkańców.